# Tornyosnémeti, Borsod-Abaúj-Zemplén
Tornyosnémeti este un sat în districtul Gönc, județul Borsod-Abaúj-Zemplén, Ungaria, având o populație de 466 de locuitori (2011). 

## Demografie
Componența etnică a satului Tornyosnémeti
     Maghiari (83,05%)
     Slovaci (9,33%)
     Romi (7,62%)
Componența confesională a satului Tornyosnémeti
     Romano-catolici (54,08%)
     Reformați (22,1%)
     Greco-catolici (9,23%)
     Fără religie (2,36%)
     Necunoscută (12,23%)
Conform recensământului din 2011, satul Tornyosnémeti avea 466 de locuitori. Din punct de vedere etnic, majoritatea locuitorilor (83,05%) erau maghiari, existând și minorități de slovaci (9,33%) și romi (7,62%).  Din punct de vedere confesional, majoritatea locuitorilor (54,08%) erau romano-catolici, existând și minorități de reformați (22,1%), greco-catolici (9,23%) și persoane fără religie (2,36%). Pentru 12,23% din locuitori nu este cunoscută apartenența confesională.